# Hjalmar Andersson
Svensk Hjalmar Zakeus Andersson (Ljusnarsberg, Comtat d'Örebro, 13 de juliol de 1889 – Insjön, Leksand, 2 de novembre de 1971) fou un atleta suec que va competir a començament del segle xx.
El 1912 va prendre part en els Jocs Olímpics d'Estocolm, on guanyà dues medalles del programa d'atletisme. En els cros per equips guanyà la medalla d'or, mentre en els cros individual guanyà la de plata.